# Araçoiaba
Araçoiaba é um município do estado de Pernambuco, no Brasil. É constituído pelo distrito-sede.

## História
Desmembrado do território de Igarassu, Araçoiaba é o município mais novo de
Pernambuco, criado em 14 de julho de 1995. O desmembramento foi feito com base na Lei Estadual Complementar n° 15 de 1990, que permitia a um município ou vila solicitar emancipação, desde que atendesse alguns requisitos, tais como ter população superior a 10 mil habitantes e que o total de eleitores fosse maior que 30% desta população.
Até o início do século XIX, Araçoiaba era conhecida por Chã do Monte Aratangi e, depois, por Chã de Estevam. O distrito de Chã de Estevam foi criado pela lei municipal nº 42, de 10 de fevereiro de 1920, subordinado ao município de Igarassu, então chamado de Iguaraçu.
Pelo decreto-lei estadual nº 235, de 9 de dezembro de 1938, o distrito de Chá do Estevão passou a denominar-se Igarassu. No quadro fixado para vigorar no período de 1944-1948, o distrito passou a denominar-se Arassoiaba, pertencendo ao município de Igarassu, ex-Iguaraçu. Pela lei estadual 1 819, de 30 de dezembro de 1953, o distrito de Arassoiaba teve sua grafia alterada para Araçoiaba.
O nome Araçoiaba é de origem tupi. Significa "manto de penas de guarás", pela junção de ûará (guará) e aso'îaba (manto indígena de penas).

## Geografia
Localiza-se a uma latitude 07º47'25" sul e a uma longitude 35º05'27" oeste, estando a uma altitude de 160 metros.

### Limites
| Noroeste: Igarassu e Tracunhaém | Norte: Igarassu   | Nordeste: Igarassu               |
| Oeste: Tracunhaém               |                   | Leste: Igarassu                  |
| Sudoeste: Abreu e Lima          | Sul: Abreu e Lima | Sudeste: Abreu e Lima e Igarassu |

### Hidrografia
O município de Araçoiaba está incluído nos domínios dos Grupos de Bacias Hidrográficas de Pequenos Rios Litorâneos. Seus principais rios são os rios: Tabatinga, Jarapiá, Cumbe, Pilão, Água Choca e Catucá.

### Clima
O município tem o clima tropical, do tipo As´. Os verões são quentes e secos. Os invernos são amenos e úmidos, com o aumento de chuvas; as mínimas podem chegar a 15 °C. As primaveras são muito quentes e secas, com temperaturas que algumas ocasiões podem chegar aos 35 °C.

### Relevo
O relevo predominante no município é o de Tabuleiros Costeiros, relevo que predomina em todo litoral leste do nordeste, tendo altitudes médias que variam entre 50 e 100 metros acima do nível do mar.

### Vegetação
A vegetação nativa municipal é a mata atlântica, composta por florestas sub-perenifólias, com partes de floresta sub-caducifólia.

### Solo
Os solos do município são representados pelos Latossolos e Podzólicos nos topos de chapadas e topos residuais.

### Geologia
O município está incluído, geologicamente, na Província da Borborema, sendo compostos dos seguintes litotipos: Salgadinho e Vertentes e dos sedimentos da formação da Serra dos Martins e do Grupo Barreiras.

## Demografia
Segundo o censo 2010 do IBGE, Araçoiaba possui uma população de 20.268  habitantes, distribuídos numa área de 96,381 km², tendo assim, uma densidade demográfica de 188,38 hab/km².

### Subdivisões

#### Distritos
- Sede [8]
- Vila Canaã
- Vinagre
- Caiana 1
- INCRA 1

#### Bairros
- Centro
- Quinze
- Vila Itapipiré
- Nova Araçoiaba
- Loteamento Bom Jesus
- Loteamento Flores
- Loteamento Esperança

## Política
O poder executivo do município é exercido por  Carlos Jogli Albuquerque Tavares Uchôa , do DEM.

## Economia
Segundo dados sobre o produto interno bruto dos municípios, divulgado pelo IBGE referente ao ano de 2011, a soma das riquezas produzidos no município é de 74.566 milhões de reais (135° maior do estado). Sendo o setor de serviços o mais mais representativo na economia araçoiabense, somando 59.476 milhões. Já os setores industrial e da agricultura representam 9.881 milhões e 3.092 milhões, respectivamente. O PIB per capita do município é de 4.054,72 mil reais (183° maior do estado), o terceiro pior do estado.

## Estrutura

### Educação
O município possui as seguinte(s) escola(s) estadual(s):
- Escola de Referência em Ensino Médio Maria Gayão Pessoa Guerra (Semi-integral) [11]

O município possui as Seguintes(s) escolas(s) Municipal(s):
- Escola Municipal Senador Paulo Guerra
- Escola Hildebrando Carneiro
- Escola Dom Pedro I

### Saúde
A cidade conta com seis estabelecimentos de saúde sendo todos públicos.

### Transportes
O município é cortado pelas rodovias PE-41, PE-27. A população conta com o Aeroporto Internacional do Recife, estando a 60 km de distância. O acesso à cidade através do transporte urbano do Recife é feito a partir das cidades de Igarassu e Camaragibe.

## Cultura
O folclore de Araçoiaba destaca-se pela forte manifestação cultural da região, representada por maracatus que enfeitam a cidade em época de apresentações.

## Turismo

### Córrego do Pilão
O lugar atrai milhares de visitantes que acreditam na lenda indígena de que essas águas são trazidas pelas forças de Tupã.

### Turismo de Aventura
Outra atração natural que chama atenção, sobretudo dos adeptos do turismo de aventura, são as bicas do Pataqueiro e de Abdom.